# Mycodiplosis nitrariae
Mycodiplosis nitrariae är en tvåvingeart som beskrevs av Fedotova 1993. Mycodiplosis nitrariae ingår i släktet Mycodiplosis och familjen gallmyggor.
Artens utbredningsområde är Kazakstan. Inga underarter finns listade i Catalogue of Life.